# Gasteria batesiana
Gasteria batesiana és una espècie de planta suculenta que pertany a la família de les asfodelàcies.

## Descripció

### Característiques vegetatives
Gasteria batesiana creix sense tija, està postrada a erguida i arriba a una alçada de 3 a 10 cm amb un diàmetre de 8 a 30 cm. Les fulles són verticals, esteses, posteriorment doblegades, triangular-lanceolades a lineals, es disposen inicialment en dues fileres i després formen una roseta. El limbe foliar és de color verd fosc fa de 5 a 18 cm de llarg i d'1,5 a 4 cm d'amplada. Està cobert de taques blanques disposades en franges diagonals. L'epidermis està densament arrugada. La vora és finament serrada i només de vegades dentada de la fulla és cartilaginosa. La punta punxeguda de la fulla és poc freqüent arrodonida i té una punta adherida. Les fulles joves tenen forma de banda, densament berrugoses i arrodonides a la punta.

### Inflorescències i flors
La inflorescència paniculada arriba a una llargada de 30 a 45 cm. Les bràctees fan de 6 a 12 mm de llarg i de 2 a 5 mm d'amplada. Les flors estan en tiges florals de 9 mm de llarg. El periant fa de 30 a 40 mm de llarg. La seva part bulbosa és estretament el·líptica, té un diàmetre de 6 a 9 mm i s'estén per la meitat de la longitud del periant. El periant de color rosa clar té ratlles blanques i verdes a la meitat superior. L'estil no sobresurt o sobresurt fins a 5 mm del periant.
El període de floració va des de la primavera fins a mitjans d'estiu.

### Fruits i llavors
Els fruits fan entre 16 i 20 mm de llarg. Contenen llavors de 4 a 6 mm de llarg i de 2 a 3 mm d'amplada.

## Distribució i hàbitat
Gasteria batesiana es distribueix a les províncies Sud-àfricanes de Mpumalanga i KwaZulu-Natal i en el seu hàbitat creix a les roques exposades i orientades al sud del Bushveld.

## Taxonomia
Gasteria batesiana va ser descrita per Gordon Douglas Rowley i publicat a National Cactus and Succulent Journal 10: 32, a l'any 1955.
Etimologia
Gasteria : epítet derivada de la paraula llatina "gaster" que significa "estómac", per la forma de les seves flors en forma d'estómac.
batesiana: epítet en honor del conductor britànic de troleibús John T. Bates (1884–1966).
varietats acceptades:
- Gasteria batesiana var. batesiana
- Gasteria batesiana var. dolomitica van Jaarsv. & A.E.van Wyk

Gasteria batesiana var. dolomitica

Les diferències amb Gasteria batesiana var.batesiana són: Les fulles lineals fan 10 centímetres de llarg i d'1 a 2 centímetres d'amplada. En turgescència són convexes per ambdós costats. La punta de la fulla és roma.
Gasteria batesiana var. dolomitica és comuna als escarpats penya-segats de dolomita a la província sud-africana de Mpumalanga. La primera descripció d'Ernst Jacobus van Jaarsveld i Abraham Erasmus van Wyk es va publicar el 1999.